# 七氟化铼
七氟化铼是铼的最高价氟化物，化学式为ReF7。它是一种黄色低熔点的固体，是唯一在热力学上稳定的金属七氟化物，也是含氟计量比（M:F=1:7）最高的过渡金属氟化物，它的7个价电子全部用于与氟成键。1.5 K温度下的中子衍射实验证实它采用了变形的五角双锥结构，与七氟化碘类似。电子衍射实验证实这个结构是非刚性的。 

## 制备及性质
它可由金属铼和氟气在400°C直接化合制得：
2Re + 7 F2 → 2 ReF7
七氟化铼在碱性条件下水解，生成高铼酸和氢氟酸：
ReF7 + 4H2O → HReO4 + 7HF
它与氟离子的供体作用（如氟化铯）可以生成ReF8−阴离子，后者具有四方反棱柱的空间构型。与强路易斯酸（氟离子受体，如五氟化锑）作用可以生成ReF6+阳离子。